# 鐮形前頜蝴蝶魚
鐮形前頜蝴蝶魚，為輻鰭魚綱鱸形目蝴蝶魚科的其中一種。

## 分布
本魚分布於東太平洋區，包括加拉巴哥群島、秘魯、墨西哥及美國西岸海域。

## 深度
水深10至150公尺。

## 特徵
本魚與卡氏前頜蝴蝶魚相似，體側扁，吻突出且長，體略呈三角形，體色為淡黃色，背部淺褐色，頭部有一黑色直條紋起自背鰭第一硬棘貫穿整個眼部並延伸至吻部。體側有一黑色粗大的倒「V」條紋，起自背鰭第三硬棘，一邊延伸至鰓蓋；一邊延伸至臀鰭軟條部。背鰭、臀鰭及腹鰭軟條部皆為黑色。背鰭及臀鰭軟條部具白邊，背鰭硬棘12枚；背鰭軟條19至20枚；臀鰭硬棘3枚；臀鰭軟條14至16枚，體長可達15公分。

## 生態
本魚棲息於較深的海域岩石區，通常獨居性。屬肉食性，以小型無脊椎動物為食。

## 經濟利用
可做為觀賞魚，但較少見。